# Andrew Huberman
Andrew D. Huberman (ur. 26 września 1975 w Palo Alto, Kalifornia) – amerykański neurobiolog; profesor Stanford University School of Medicine. Specjalizuje się w neurobiologii procesu widzenia, badaniach nad nowymi metodami diagnostyki i leczenia jaskry oraz schorzeń siatkówki.

## Życiorys
Dyplom magisterski i doktorat z neurobiologii uzyskał na University of California, Davis, a następnie odbył staż podoktorski w Department of Neurobiology School of Medicine Stanford University.
W ramach University of California, San Diego prowadził badania w zakresie neurobiologii jako assistant adjunct professor. Jest szefem grupy badawczej o nazwie Huberman Neural Vision Lab działającej w ramach Department of Neurobiology School of Medicine Uniwersytetu Stanforda. Naukowcy Neural Vision Lab skupiają się na badaniach, których celem jest zrozumienie działania obwodów neuronalnych odpowiedzialnych za widzenie, Zespół Hubermana poszukuje także sposobów ich naprawy po urazie lub chorobie oraz szuka nowych strategii regeneracji nerwów wzrokowych uszkodzonych na skutek jaskry lub innych chorób. Badacze z Neural Vision Lab pracują także nad zrozumieniem zaburzeń rozwoju mózgu, takich jak autyzm oraz nad opracowaniem nowych strategii naprawy uszkodzeń rdzenia kręgowego.
Artykuły publikował w takich czasopismach jak m.in. „Nature”, „Neuron” oraz „Cell". Jest członkiem szeregu komitetów redakcyjnych czasopism naukowych: „The Journal of Neuroscience", „Current Biology”, „The Journal of Comparative Neurology”, „Current Opinion in Neurobiology” oraz „Cell Reports”.
Wśród naukowych wyróżnień, które zdobył znajdują się m.in. Cogan Award for Research in Vision and Ophthalmology, ARVO (2017), Pew Biomedical Scholar, Pew Charitable Trusts (2013–2017), McKnight Scholar, McKnight Endowment Fund (2013–2016), Catalyst for a Cure Investigator, Glaucoma Research Foundation (od 2012) oraz Helen Hay Whitney Postdoctoral Fellow, HHWF Foundation (2006–2009).
Szerokim echem odbiła się publikacja, w której A. Huberman wraz z zespołem opisał częściowe przywrócenie wzroku u myszy w wyniku zastosowania stymulacji wizualnej i terapii genetycznej.